# Porcellanola gaofengensis
Porcellanola gaofengensis is een vlinder uit de familie visstaartjes (Nolidae). De wetenschappelijke naam van de soort is voor het eerst geldig gepubliceerd in 2014 door Yan-Qing Hu, Min Wang & Hui-Lin Han.

## Type
- holotype: "male. 4.VIII.2013, Min Wang, Hai-ling Zhuang & Yu Wang"
- instituut: SCAU, Guangzhou, China
- typelocatie: "China, Yunnan, Lufeng, Gaofeng, 2230 m"